# Chrysanthia canaliculata
Chrysanthia canaliculata es una especie de coleóptero de la familia Oedemeridae.

## Distribución geográfica
Habita en Tayikistán.